# Забродзе (Остроленцький повіт)
Забродзе (пол. Zabrodzie) — село в Польщі, у гміні Ольшево-Борки Остроленцького повіту Мазовецького воєводства.
Населення — 679 осіб (2011).
У 1975-1998 роках село належало до Остроленцького воєводства.

## Демографія
Демографічна структура станом на 31 березня 2011 року:
|          | Загалом | Допрацездатний вік | Працездатний вік | Постпрацездатний вік |
| -------- | ------- | ------------------ | ---------------- | -------------------- |
| Чоловіки | 338     | 97                 | 221              | 20                   |
| Жінки    | 341     | 84                 | 221              | 36                   |
| Разом    | 679     | 181                | 442              | 56                   |